# Taurasi
Taurasi este o comună din provincia Avellino, regiunea Campania, Italia, cu o populație de 2.485 locuitori și o suprafață de 14,41 km².

## Demografie
Taurasi - evoluția demografică

|  | Graficele sunt indisponibile din cauza unor probleme tehnice. Mai multe informații se găsesc la Phabricator și la wiki-ul MediaWiki. |

Date: Recensăminte sau birourile de statistică - grafică realizată de Wikipedia